# Johannes Rehm (Politiker)
Johannes Rehm (* 13. November 1826 in Pfullingen; † 1. September 1900 ebenda) war ein württembergischer Beamter und Politiker.

## Beruf
Der Sohn des Metzgers Johannes Rehm war Bürger und Müller in Pfullingen. Von 1859 bis 1895 war er Stadtpfleger und Verwaltungsaktuar seiner Heimatstadt. Von 1889 bis 1894 übte er auch das Amt des Kirchenpflegers aus.

## Politik
1868 wurde Rehm für den Wahlbezirk Reutlingen (Amt) in die Zweite Kammer des württembergischen Landtags gewählt. Er übte das Mandat bis 1876 aus. Johannes Rehm wurde mit dem Ritterkreuz 2. Klasse des Friedrichs-Ordens ausgezeichnet.